# خواجه روشنایی
خواجه روشنایی روستایی در دهستان پساکوه بخش زاوین شهرستان کلات استان خراسان رضوی ایران است.

## جمعیت
این روستا از هشت خانوار تشکیل شده و حدود ۳۰ نفر را شامل می شود.